# 좡어

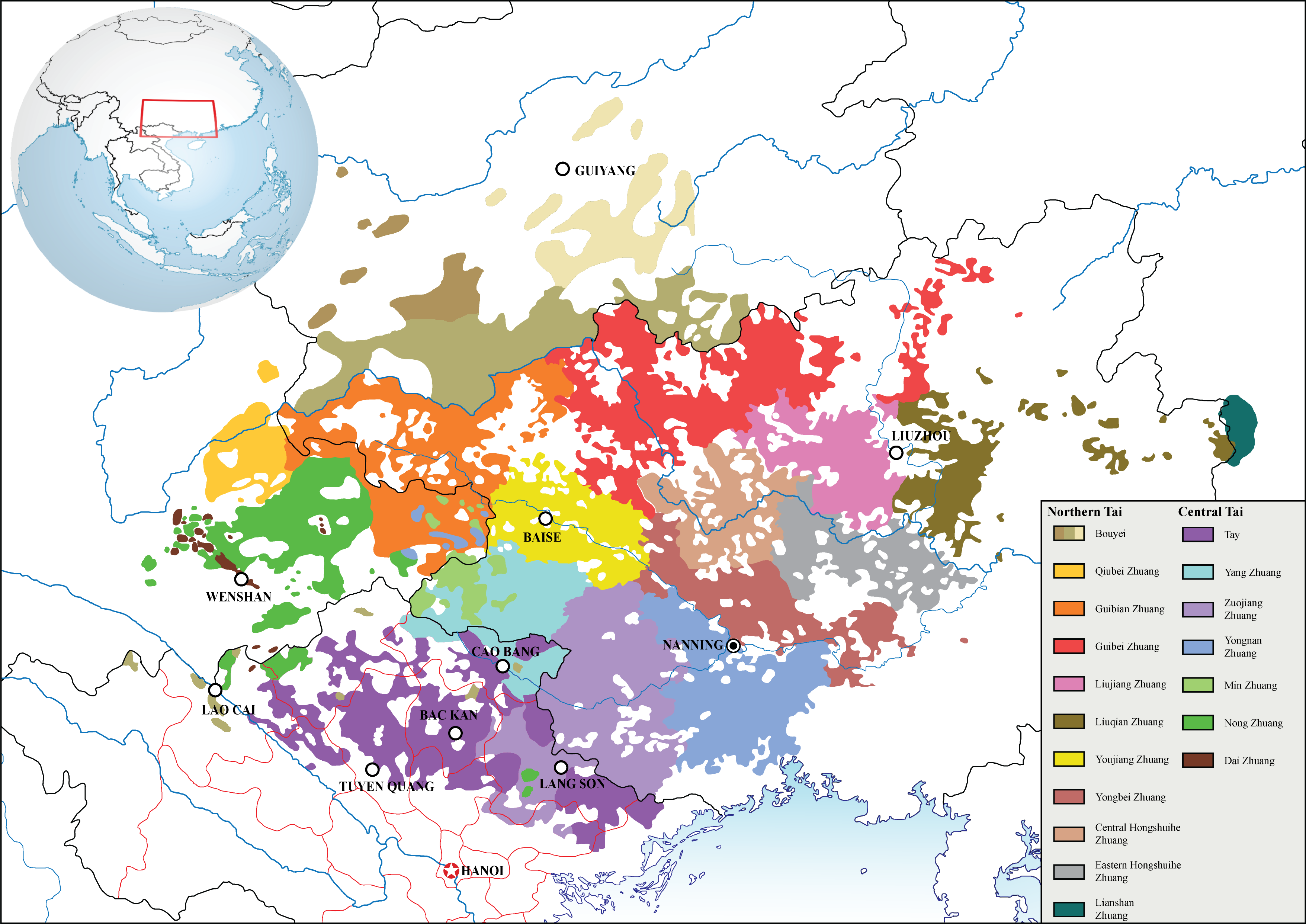
좡어 방언들의 분포 지도

좡어(壯語, 좡어: Vahcuengh, 구 철자법: 좡어: Vaƅcueŋƅ; 중국어 간체자: 壮语, 병음: Zhuàngyǔ)는 중화인민공화국 광시 좡족 자치구의 좡족이 쓰는 언어군이다.
크라다이어족의 타이어파에 속하며 광시 자치구에서는 중국어와 더불어 공용어이다. 표준 좡어는 우밍구 방언을 따른다. 좡어는 성조언어로서 개음절 6성, 폐음절 2성의 성조를 갖추고 있다.
대략 옹강(邕江)을 기준으로 크게 북부의 방언군과 남부의 방언군으로 나눌 수 있다. 언어학적으로 북부의 방언군은 가까운 구이저우성에서 쓰이는 부이어(Bouyei)와 방언연속체 관계로서 함께 북타이어군을 이루며, 남부의 방언군은 베트남의 따이어(Tay) 등과 함께 중앙타이어군을 이룬다. 북부 좡어에 속하는 난닝시 우밍구의 방언이 정부에서 개발한 표준 방언의 기초가 되어있다.

## 문자 체계

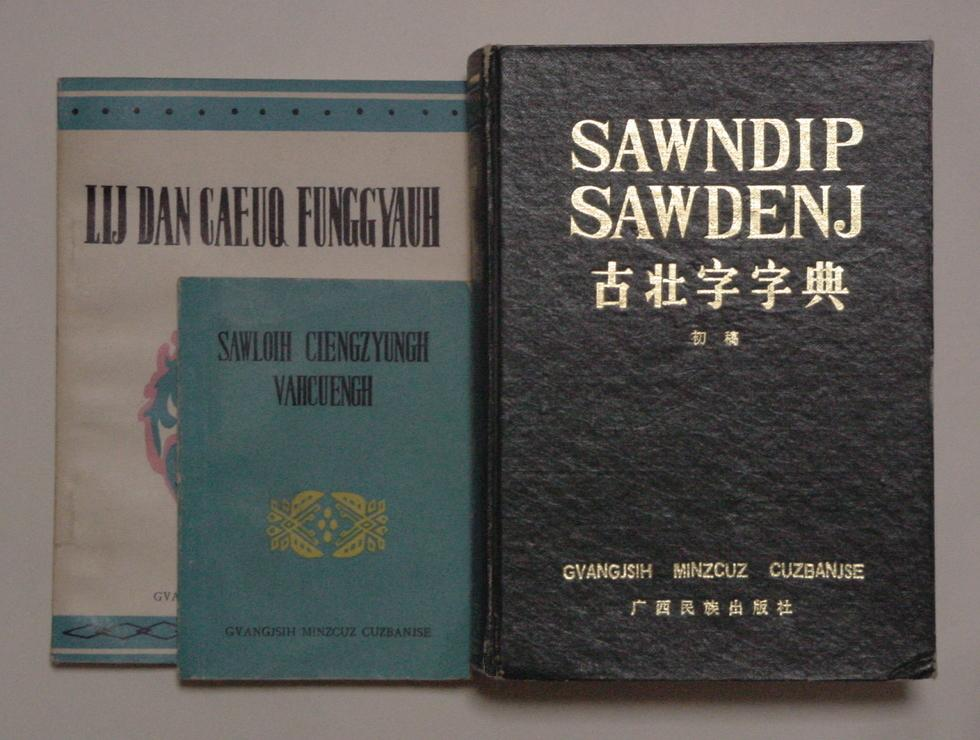
좡어 학습 서적

좡어는 오랫동안 방괴장자(方塊壯字)라는 표의 문자로 표기되었다. 방괴장자는 베트남의 쯔놈, 거란 문자 등과 같이 한자의 요소를 빌려와 좡어를 적은 한자계 파생 문자로서, 글자 수도 수천자에 이른다.
1957년에 중화인민공화국 정부는 좡어의 로마자화를 시도했는데, 이 때의 로마자는 특수 자음이나 성조 표시와 더불어 키릴 문자와 국제 음성 기호 등의 특수 문자가 섞인 독특한 것이었다. 과거 발행된 런민비에는 1957년에 제정된 정서법에 따른 좡어 표기가 보인다. 그러나 중국 정부는 1982년에 좡어의 표기법을 로마자만을 쓴 정서법으로 바뀌었다. 바뀐 정서법은 좡어의 성조를 나타낼 때 별도의 성조 부호 대신 자모로 쓰지 않는 남는 글자(z, j, x, q, h 등)를 성조 부호로 갈음하고 있다.
| 1957  | 1982  | 1957  | 1982  | 1957  | 1982  | 1957  | 1982    | 1957 | 1982 |
| ----- | ----- | ----- | ----- | ----- | ----- | ----- | ------- | ---- | ---- |
| B b   | B b   | Ƃ ƃ   | Mb mb | M m   | M m   | F f   | F f     | V v  | V v  |
| D d   | D d   | Ƌ ƌ   | Nd nd | N n   | N n   | S s   | S s     | L l  | L l  |
| G g   | G g   | Gv gv | Gv gv | Ŋ ŋ   | Ng ng | H h   | H h     | R r  | R r  |
| C c   | C c   | Y y   | Y y   | Nv ny | Ny ny | Ŋv ŋv | Ngv ngv |      |      |
| By by | By by | Gy gy | Gy gy | My my | My my |       |         |      |      |

| 1957 | 1982 | 1957 | 1982 | 1957 | 1982  | 1957 | 1982  |
| ---- | ---- | ---- | ---- | ---- | ----- | ---- | ----- |
| A a  | A a  | E e  | E e  | Ə ə  | AE ae | U u  | U u   |
| I i  | I i  | O o  | O o  | Ɯ ɯ  | W w   | Ɵ ɵ  | OE oe |

| Tone | 1957          | 1982          |
| ---- | ------------- | ------------- |
| 1    | 표시되지 않음 | 표시되지 않음 |
| 2    | Ƨ ƨ           | Z z           |
| 3    | З з           | J j           |
| 4    | Ч ч           | X x           |
| 5    | Ƽ ƽ           | Q q           |
| 6    | Ƅ ƅ           | H h           |

## 표준 좡어의 음운 체계

### 닿소리
|             |          | 입술소리 | 입술소리 | 치음/ 치경음 | 치경구개음/ 경구개음 | 연구개음 | 연구개음 | 연구개음 | 성문음 |
| 평음        | 구개음화 | 평음     | 구개음화 | 치음/ 치경음 | 치경구개음/ 경구개음 | 순음화   |          |          | 성문음 |
| ----------- | -------- | -------- | -------- | ------------ | -------------------- | -------- | -------- | -------- | ------ |
| 파열음      | 평음     | p        | pʲ       | t            |                      | k        | kʲ       | kʷ       | ʔ      |
| 파열음      | 내파음   | ɓ        |          | ɗ            |                      |          |          |          |        |
| 마찰음      | 마찰음   | f        |          | θ            | ɕ                    | ɣ        |          |          | h      |
| 비음        | 비음     | m        | mʲ       | n            | ɲ                    | ŋ        |          | ŋʷ       |        |
| 유음/반모음 | 평음     |          |          | l            | j                    |          |          | w        |        |
| 유음/반모음 | 성문음화 |          |          |              | ˀj                   |          |          | ˀw       |        |

- /s/ 음소가 없다. 이는 오스트레일리아 원주민 언어와 비슷하다.

### 홀소리
|        | 전설  | 중설  | 후설  | 후설  |
| ------ | ----- | ----- | ----- | ----- |
| 고모음 | i     |       | ɯ     | u     |
| 중모음 | e, eː |       | o, oː | o, oː |
| 저모음 |       | a, aː |       |       |